# خالد المعينا
خالد عبد الرحيم المعينا صحفي وكاتب سعودي رأس تحرير عدد من الصحف السعودية الصادرة باللغة الإنجليزية، وشخصية إعلامية معروفة في المملكة العربية السعودية وخارجها ومستشار في العلاقات العامة.

## التعليم
تلقى خالد المعينا تعليمه في عدد من الدول منها الولايات المتحدة الأمريكية، والمملكة المتحدة، وباكستان  التي تخرج من جامعتها «كراتشي» بدرجة البكالوريوس في الصحافة.

## الحياة العملية
بدأ المعينا حياته العملية في عام 1972 بالتحاقه بالخطوط العربية السعودية، وعمل بعدها في مختلف الوظائف، منها رئيس تحرير مجلة عالم السعودية، ومذيعاً في الإذاعة والتلفزيون السعودي.
وهو من أوائل السعوديين الذين قرأوا الأخبار باللغة الإنجليزية في بداية السبعينات.
كما عمل رئيساً لتحرير صحيفة عرب نيوز الناطقة باللغة الإنجليزية، أوسع جريدة إنجليزية انتشاراً في منطقة الشرق الأوسط- لمدة 11 سنة من عام 1982 إلى 1993 م، ثم عاد لرئاسة تحريرها مطلع 1998م.
ورأس تحرير صحيفة سعودي جازيت من 2012 إلى 2014. وأسس ورأس أول شركة سعودية للعلاقات العامة، وفي عام 2019 باشر عمله رئيسا مكلفا لمجلس الإدارة في مؤسسة البلاد للصحافة والنشر.

## أعمال وإنجازات
من بين إنجازاته في المجالات الإعلامية أنه مثل المملكة العربية السعودية في عدد من مؤتمرات القمة الهامة في العالم العربي من أبرزها مؤتمرات بغداد والرباط والقاهرة وغيرها.وكان مع الوفد الإعلامي السعودي الذي انتدب إلى جمهورية الصين الشعبية وروسيا بعد تأسيس العلاقات الدبلوماسية مع الدولتين.
تحدث في مقابلات صحفية لعدد من شبكات التلفزة العالمية ومنها محطات ستار تي في Star TV وسي إن إن CNN وسي بي إس CBS وبي بي سي BBC خاصة خلال حرب الخليج، وأجرى بدوره مقابلات تلفزيونية مع عدد من قادة الدول والشخصيات الهامة.
قاد فريق صحيفة عرب نيوز خلال أزمة الخليج وهو الفريق الذي عرف عنه أنه أول من أدخل الصحافة والصحف للكويت بعد تحريرها.
كاتب عمود سياسي واجتماعي منتظم في صحف الشرق الأوسط، "عرب نيوز"، "الاقتصادية"، "جريدة المدينة"، "جالف نيوز Gulf News”، "شاينا بوست China Post "، وجريدة الجزيرة السعودية.

## الأوسمة والعضويات
حصل المعينا على أعلى وسام مدني (نجمة التفوق) من حكومة باكستان، كما أنه عضوا في لجنة التجارة الدولية.